# ALCL Grand-Quevilly
Actualités
L'Amicale Laïque Césaire-Levillain du Grand-Quevilly est un club omnisports français situé au Grand-Quevilly et nommé d'après le résistant Césaire Levillain.
Le club est notamment connu pour sa section de tennis de table, objet de cet article.

## Historique
La section féminine du club évolue en Pro A depuis 2005. En 2007, elles décrochent à la surprise générale le titre de Championnes de France de Pro A à la dernière journée en battant Montpellier aux sets-averages, soit deux saisons seulement après leur arrivée dans l'élite. Elles iront même jusqu'aux demi-finales de la Coupe ETTU la même année, battues cruellement par le futur vainqueur de l'épreuve, le 3B Berlin Eastside aux points-averages. Les années suivantes deviennent de plus en plus difficiles sportivement, dû financièrement au fait que les dirigeants projettent de faire monter l'équipe première masculine en championnat pro. Ce projet aboutit en 2012 puisque les hommes montent en Pro B, avec le titre de Champion de France de Nationale 1 à la clé. 
Pour la saison 2012-2013, le club recrute pour l'équipe féminine Li Xue, no 2 française en provenance du double champion de France en titre, le CP Lys-lez-Lannoy malgré une saison à oublier où les Normandes terminent à la 8e place après avoir flirté avec le podium en 2011 (4e). Cette dernière prend du galon puisqu'elle réussit l'exploit de décrocher la médaille de bronze aux Championnats d'Europe d'Herning au Danemark. Le club passe sans soucis le deuxième tour de la Coupe d'Europe mais tombe contre le Fotoprix Vic  en huitièmes de finale.

## Palmarès

### Section Féminine
- Championnat de France de Pro A (1)
  - Champion en 2007
  - Troisième en 2018
- ETTU Cup
  - Finaliste en 2022
  - Demi-finaliste en 2007, 2016 et 2020

### Section Masculine
- Championnat de France de Nationale 1 (1)
  - Champion de France en 2012

## Bilan par saison

### Équipe féminine
| Saison    | Championnat | Classement | Pts | J  | V  | N | D  | Pé | Pp | Pc | Diff | Parcours en Coupe d'Europe       |
| --------- | ----------- | ---------- | --- | -- | -- | - | -- | -- | -- | -- | ---- | -------------------------------- |
| 2017-2018 | Pro A       | 3e         | 33  | 14 | 10 | 0 | 4  | -  | 33 | 23 | +10  | Quart de finaliste de l'ETTU Cup |
| 2016-2017 | Pro A       | 5e         | 24  | 12 | 6  | 0 | 6  | -  | 24 | 29 | -5   | -                                |
| 2015-2016 | Pro A       | 4e         | 29  | 14 | 6  | 3 | 5  | -  | 38 | 36 | +2   | Demi finaliste ETTU Cup          |
| 2014-2015 | Pro A       | 7e         | 33  | 18 | 5  | 5 | 8  | -  | 44 | 53 | -9   | Premier tour de l'ETTU Cup       |
| 2013-2014 | Pro A       | 6e         | 36  | 18 | 6  | 6 | 6  | -  | 50 | 51 | -1   | Quart de finaliste de l'ETTU Cup |
| 2012-2013 | Pro A       | 5e         | 36  | 18 | 7  | 4 | 7  | 0  | 48 | 52 | -4   | 3e tour de l'ETTU Cup            |
| 2011-2012 | Pro A       | 8e         | 25  | 16 | 4  | 2 | 9  | 1  | 38 | 50 | -12  | 2e tour de l'ETTU Cup            |
| 2010-2011 | Pro A       | 4e         | 40  | 18 | 10 | 2 | 6  | -  | 52 | 41 | +11  | 2e tour de l'ETTU Cup            |
| 2009-2010 | Pro A       | 9e         | 26  | 18 | 2  | 4 | 12 | -  | 33 | 64 | -31  | -                                |
| 2008-2009 | Pro A       | 6e         | 36  | 18 | 6  | 6 | 6  | -  | 48 | 48 | 0    | Quart de finaliste de l'ETTU Cup |
| 2007-2008 | Pro A       | 5e         | 36  | 18 | 7  | 4 | 7  | -  | 48 | 50 | -2   | 3e tour de l'ETTU Cup            |
| 2006-2007 | Pro A       | Champion   | 45  | 18 | 11 | 5 | 2  | -  | -  | -  | -    | Demi-finaliste de l'ETTU Cup     |
| 2005-2006 | Pro A       | 6e         | 34  | 18 | 5  | 6 | 7  | -  | -  | -  | -    | -                                |
| 2004-2005 | Pro B       | 3e         | 42  | 16 | 11 | 4 | 1  | -  | 57 | 23 | +34  | -                                |

### Équipe masculine
| Saison    | Championnat | Classement | Pts | J  | V | N | D | Pp | Pc | Diff |
| --------- | ----------- | ---------- | --- | -- | - | - | - | -- | -- | ---- |
| 2014-2015 | Pro B       | Retrait    |     |    |   |   |   |    |    |      |
| 2013-2014 | Pro B       | 5e         | 35  | 18 | 7 | 3 | 8 | 43 | 48 | -5   |
| 2012-2013 | Pro B       | 9e         | 29  | 18 | 2 | 7 | 9 | 36 | 58 | -22  |

## Personnalités liées au club
Parmi les anciennes joueuses du club, on trouve :
- Anne-Sophie Gourin : de septembre 2005 à mai 2009
- / Xian Yifang : de mai 2006 à mai 2008 et au moins lors de la saison 2014-2015
- Stéphanie Loeuillette : au moins lors de la saison 2014-2015